# Consigne (emballage)
Pour les articles homonymes, voir Consigne.

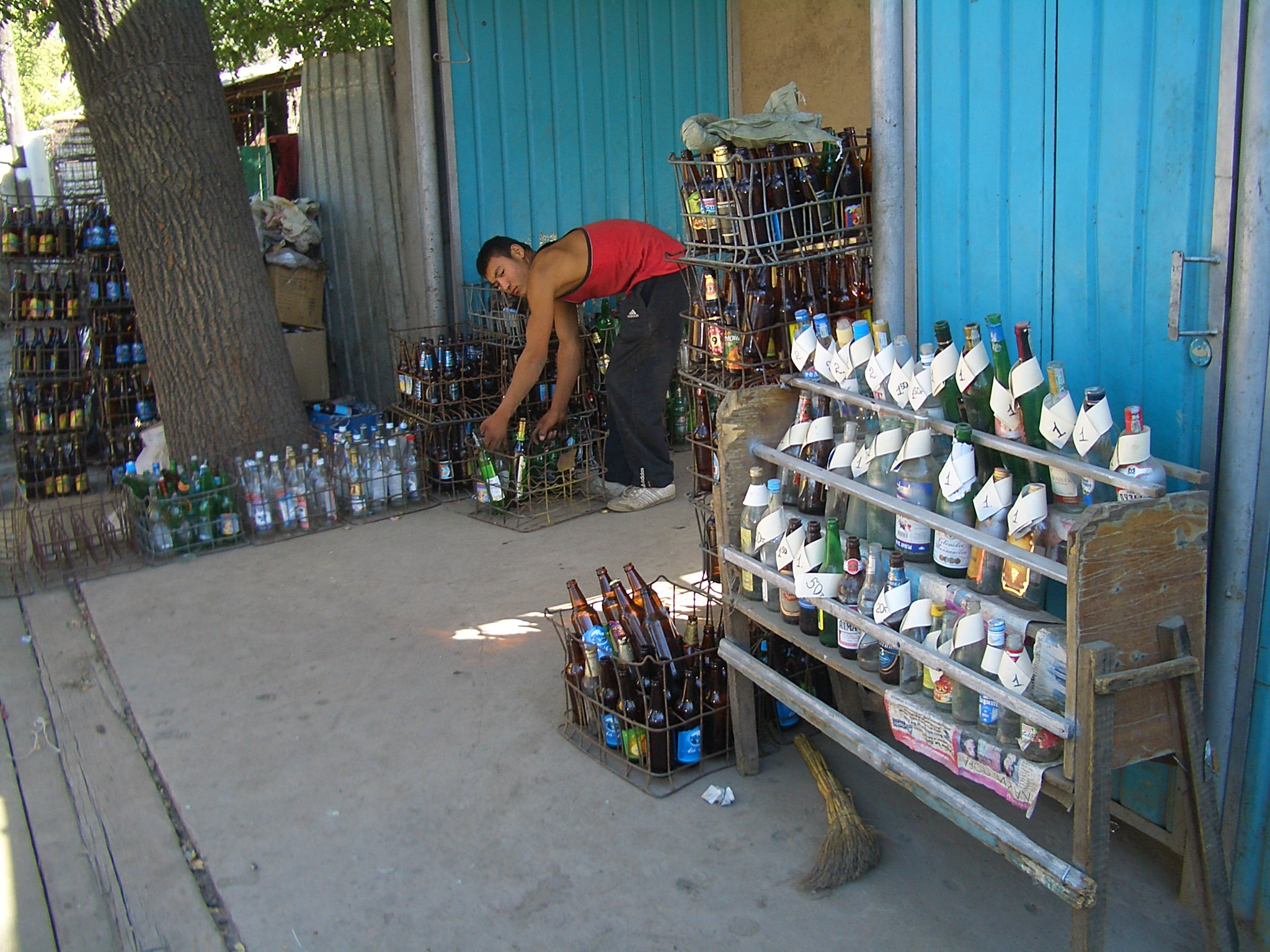
Bouteilles de verre collectées à Bichkek. La valeur de la consigne varie entre 50 tyins et 2 soms selon le type de bouteille.

Une consigne est la valeur d'un dépôt payé à l'achat de l'emballage réemployable ou recyclable d'un produit. Dans le cas du réemploi, la valeur d'échange de l'emballage consigné peut être retournée à l'acheteur lorsqu'il le rapporte à son point de vente (ex. : bouteilles de gaz et bouteilles de boisson en verre). Dans le cas du recyclage, la pratique encourage le geste de tri (ex. : production de plastique à partir de bouteilles en PET).
En ce qui concerne les bouteilles en verre contenant bière et autres boissons, elles sont ensuite retournées aux producteurs qui, après les avoir nettoyées et inspectées, les réintègrent dans leurs chaînes d'embouteillage pour être réutilisées sans transformation. Ces circuits, quand ils sont organisés, permettent des réductions substantielles de coûts, de déchets, d'énergie, de gaz à effet de serre émis et d'eau consommée.
Certains États ont pris des mesures pour mettre en place ou inciter le réemploi via la consigne. D'autres au contraire l'ont abandonnée ou peinent à la rétablir, faute de mise en œuvre volontaire et face à la facilité que représentent les emballages jetables.

## Histoire
En 1799, à Dublin, l'entreprise A & R Thwaites & Co annonça qu'elle paierait deux shillings pour chaque douzaine de bouteilles de son eau gazeuse artificielle qu'on lui retournerait. De même, vers 1800, Schweppes mit en place une politique similaire, sans pour autant qu'aucune législation n'encadre cette démarche. En Suède, un système de consigne pour les bouteilles fut mis en place en 1884, accompagné d'une standardisation des bouteilles dès 1885[réf. nécessaire]. À partir de 1982, les cannettes d'aluminium firent aussi l'objet d'une consigne en Suède.
Aux États-Unis, alors qu'un système de consigne pour la vente de boissons était en place de longue date, les industriels de la bière choisissent de développer la canette à partir des années 1930, suivis par ceux du soda à partir des années 1950. Alors que 100 % des sodas et 85 % des bières sont vendus dans des bouteilles réutilisables en 1947, ces taux passent en 1971 à 50 % des sodas et 25 % des bières. En réaction à la pollution induite, en 1953, l’Assemblée générale de l’État du Vermont adopte une première loi rendant obligatoire le système de la consigne. Une loi visant à contraindre les fabricants à revenir à la consigne est adoptée dans l’Oregon en 1971, puis dans le Vermont en 1972. Dans ce contexte, le Glass Container Manufacturers Institute (GCMI, « Institut des fabricants d’emballages en verre ») lance un programme de recyclage à l’échelle nationale, comme solution de rechange aux projets de consigne obligatoire et d’interdiction des contenants jetables.

## Description
Selon l'Agence de l'environnement et de la maîtrise de l'énergie (Ademe), « un emballage consigné est un emballage pour lequel l'acheteur verse une somme d'argent, la consigne, qui lui est rendue lorsqu'il retourne l'emballage afin que ce dernier soit recyclé ou réutilisé dans le cadre du réemploi pour les emballages reremplissables ». La gratification donnée au consommateur lors du retour de l'emballage est un remboursement monétaire ou forme similaire (bon de réduction, bon d’achat, don à des associations…). Un des objectifs de la mise en place de la consigne est la réduction des dépôts sauvages. Le facteur incitatif, selon l'Ademe, est que la consigne fonctionne comme un signal prix.
On parle aussi parfois de consigne pour désigner l'incitation à rapporter dans les circuits de collecte des déchets à recycler ou dangereux. Cette incitation peut être pécuniaire ou sous forme de bons d'achat.

### Facteurs clé
Selon le Conseil national de l'emballage (avril 2016), un emballage consigné pour du réemploi doit répondre à sept critères :
- robustesse de l'emballage, pour permettre un réemploi long ;
- conception favorisant le retour pour réemploi, ce qui implique une standardisation, compacité, forme facilitant le nettoyage, etc.) ;
- coût réglementé de la consigne encourageant le retour de l'emballage ;
- logistique adaptée à l'aller comme au retour (ex : bouteilles transportées dans les mêmes caisses) ;
- « des lieux de stockage et des parcs d’emballages vides supérieurs aux besoins de conditionnement, synonymes d’immobilisations financières en vue de répondre notamment à la saisonnalité des produits et aux nécessités de nettoyage avant réemploi (cas des boissons et des caisses plastiques employées dans la grande distribution) » ;
- logistique performante et territorialement maillée « au plus près des lieux de consommation » ;
- parfaite traçabilité des emballages, jusqu'en fin de vie, et garantie d'une sécurité sanitaire du produit (ré)emballé.

En outre, selon le Plan national de prévention des déchets 2014-2020, la promotion de la consigne en France n'est souhaitable que lorsqu'elle répond à trois critères, :
- la distance et le mode de transport entre le conditionneur et le lieu de distribution ;
- le poids des emballages ;
- le taux de recyclage des emballages à usage unique et le nombre d’utilisations des emballages re-remplissables.

## Enjeux
L'intérêt d'un système de consigne avec réemploi des bouteilles est à la fois économique et écologique. Le verre étant un matériau très résistant, une bouteille pouvait jadis être réutilisée jusqu’à cinquante fois. Aujourd'hui, les emballages en plastique, à usage unique, génèrent des déchets en quantité, tandis que le recyclage demande de refondre à 1 500 °C le verre brisé.
Une étude de cas réel portant en 2009 sur un producteur de bière en Alsace, où la pratique est bien développée, a conclu aux avantages suivants. Sur la totalité du cycle de vie, consigner coûte deux à sept fois moins cher que recycler. Par rapport au scénario habituel de bouteilles de verre recyclées à 65 %, la consigne permet de réduire de 92,5 % la masse des déchets recyclables et de 85 % celle des déchets non recyclables, d'économiser 76 % d'énergie primaire, de diviser par cinq les émissions de gaz à effet de serre et de réduire d'un tiers la consommation d'eau,,,. « La généralisation de cette pratique lorsqu’elle a été caractérisée comme pertinente constitue donc un enjeu majeur pour la prévention des déchets ».
L'évaluation de la durabilité repose sur une analyse du cycle de vie et des critères sociaux, environnementaux (empreinte écologique, empreinte carbone, empreinte eau...) et économiques, qui doit pouvoir comparer un système de consigne à un système sans consigne (emballages à usage unique repris et recyclés en nouveaux emballages ou valorisés en énergie, ou production de plastique recyclé, etc.).
L'acceptabilité auprès du consommateur passe aussi par la communication institutionnelle et commerciale.
En l'absence de circuits de récupération, les filières de recyclages sont en France à la charge des contribuables et des producteurs, lesquels versent une taxe dans le cadre de la responsabilité élargie du producteur. De fait, le verre représente près de la moitié des déchets ménagers collectés français, soit 2,3 millions de tonnes par an.

## Situation par pays

### Amérique du Nord

Consignes en Amérique du Nord.
Consignes sur la plupart des bouteilles et canettes
Consignes uniquement sur les conteneurs de bière/boissons alcoolisées
Consignes annulées
Aucune consigne

#### Canada
Les bouteilles consignées peuvent être en plastique ou en verre.
Au Québec, si le contenant porte la mention « Québec Consignée XX¢ Refund », les détaillants sont tenus de le reprendre et de rembourser la consigne au consommateur, même si le commerçant ne vend pas la marque dans son magasin,.
Certains contenants sont vendus avec dépôt. C'est le cas notamment dans certaines microbrasseries, qui offrent des cruchons vendus soit sur place, soit chez des détaillants spécialisés. Ces contenants réutilisables ne sont pas consignés et le dépôt n'est remboursable que directement à la microbrasserie ou chez les détaillants spécialisés qui vendent ce produit.

#### États-Unis
Dans les années 1930, les industriels de la bière développèrent la canette en métal. Le passage à des contenants jetables permettait de supprimer les coûts de collecte et de reconditionnement, d'éliminer les intermédiaires (dont les embouteilleurs locaux) et de concentrer la production tout en étendant la diffusion sur de grandes distances. Au début des années 1950, les fabricants de soda Pepsi et Coca-Cola adoptent à leur tour ce système. Alors que, en 1947, 100 % des sodas et 85 % des bières étaient vendus dans des bouteilles réutilisables, en 1971 cette part n’était plus respectivement que de 50 % et 25 %.
Dès lors, canettes vides et bouteilles jetables se mirent à se multiplier dans les endroits publics. En conséquence, des associations protestèrent et exigèrent l'intervention des autorités. En 1953, l’État du Vermont adopta une loi rendant obligatoire le système de la consigne. Les entreprises, redoutant que cette législation crée « un précédent qui pourrait un jour affecter toute l’industrie », créèrent la même année l'organisation Keep America Beautiful, rassemblant des industriels, pour enrayer le mouvement.
Au début des années 1970, les initiatives se multiplièrent pour contraindre les fabricants à revenir à la consigne. Une loi sur les bouteilles fut adoptée en ce sens dans l’Oregon en 1971, entraînant la colère des industriels. « Il nous faut lutter par tous les moyens contre les référendums sur les bouteilles organisés cette année dans le Maine, le Massachusetts, le Michigan et le Colorado, où des communistes, ou des gens qui ont des idées communistes, essaient de faire prendre à ces États le même chemin que l’Oregon », expliquait William F. May, le directeur de l’American Can Company et de Keep America Beautiful.
À grand renfort de campagnes publicitaires, les industriels transférèrent la responsabilité du recyclage sur les consommateurs et réussirent à « construire la question des déchets comme une affaire de responsabilité individuelle, déconnectée du processus de production, sans lien avec la réduction de la création de déchets à la source. » Les municipalités eurent à investir pour financer les infrastructures nécessaires face à l'explosion de la production de déchets. Pour Bartow J. Elmor, auteur d'une étude sur Coca-Cola, « En fin de compte, ce sont les citoyens qui ont financé (à la fois par leur bonne volonté et par leurs impôts) le système de recyclage des emballages produits par l’industrie de la boisson, permettant aux entreprises d’étendre leurs activités sans avoir à assumer de coûts supplémentaires. »

### Australie

Situation des États d'Australie concernant la mise en place des systèmes de tri.
En vigueur
Mis en place prévue (Tasmanie : 2022 ; Victoria : 2023)

Une législation sur la consigne est déjà en place en Australie-Méridionale depuis 1975 et dans le Territoire du Nord depuis janvier 2012. En Nouvelle-Galles du Sud, un système de consigne devait être mis en place en juillet 2017, mais à la demande des industries, l'entrée en vigueur du système a été reportée au 1er décembre 2017 ; le Territoire de la capitale australienne a l'intention de suivre son exemple. Le Queensland prévoit de mettre en place un système de consigne en 2018, à l'instar de l'Australie-Occidentale.
L'État du Victoria a connu un éphémère système de consigne par le passé, qui a été abrogé. Lisa Neville (en), ministre de l'Environnement depuis 2014, s'est prononcée en 2015 contre un système de consigne.
La Tasmanie a rejeté l'idée d'un système de consigne en raison de son coût, les bouteilles et cannettes devant être transportées dans d'autres États pour pouvoir être traitées, selon un rapport de 2014.

### Europe

Consignes en Europe.
Consignes sur les bouteilles PET et canettes
Consignes prévues
Aucune consigne

#### Allemagne
La consigne aurait été instaurée par Coca-Cola dès 1929. Au départ, les bouteilles consignées étaient en verre, puis en plastique. Elles étaient retournées au magasin pour être nettoyées et réutilisées. À partir de 2003, le gouvernement a élargi le principe de la consigne aux bouteilles et cannettes à usage unique afin qu'elles soient recyclées. Le système de Pfand en Allemagne est largement répandu et a permis au taux de collecte des bouteilles en verre et plastique et cannettes d'atteindre 98,5 %. La plupart des bouteilles récupérées sont nettoyées et réutilisées, mais de plus en plus de bouteilles plastique consignées sont récupérées en vue d'un recyclage du PET, qui permettent dans un quart des cas de fabriquer de nouvelles bouteilles à usage unique en PET recyclé, le reste étant transformé en granulats.

#### Belgique
En Wallonie, la mise en place d'une consigne sur les canettes et les bouteilles en plastique est envisagée depuis 2014. Une analyse de faisabilité doit aboutir à un rapport en juin 2023.
L'association Fost Plus, administrée par l'industrie agroalimentaire et la grande distribution, est opposée à la mise en place d'une consigne, qui obérerait selon elle la rentabilisation de ses nouveaux centres de tri des emballages recyclables,. En 2016, le secteur de l'emballage signe un accord avec le ministre wallon de l’Environnement Carlo Di Antonio, visant à geler la mise en place d'une consigne jusqu'en 2022, en échange d'un engagement de réduction de 20 % du nombre de déchets le long des routes, grâce au financement de campagnes de sensibilisation et de ramassage par des bénévoles (BeWaPP) pour un montant de cinq millions d'euros,,.
Selon une enquête menée par Test-Achats en 2021, 74 % des répondants seraient en faveur d’une consigne visant à réduire les déchets sauvages, dont le coût de ramassage sur les routes wallonnes s'élèverait à 86 millions d’euros par an (dont 69 millions à charge des communes).

#### Danemark
Une consigne sur les emballages en plastique et en verre réutilisables, après lavage ou non, et sur les canettes, est en place depuis 2002.

#### Estonie
Une consigne sur les emballages en plastique et en verre réutilisables, après lavage ou non, et sur les canettes, est en place depuis 2005 (excepté pour les boissons contenant plus de 6 % d'alcool).

#### France

##### Réemploi
Le procédé de récupération des bouteilles en verre, jadis dominant, a décliné en France dans les années 1980, car le fonctionnement des consignes pour le verre n'a pas survécu face à l'augmentation des emballages à usage unique et aux lois de responsabilité élargie du producteur,,.
La consigne est toujours en place en France dans les bars, cafés et restaurants, où 40 % des bouteilles en verre sont renvoyées aux producteurs. Selon la Fédération nationale des boissons, 500 000 tonnes de déchets par an sont ainsi évitées,,. Des initiatives très locales sont également en place,,.
L'Alsace — ainsi qu' une partie de la Moselle voisine — est la dernière région de France où est encore pratiquée la consigne des bouteilles en verre pour la consommation à domicile. Certaines bières et eaux y sont disponibles en bouteilles consignées.
Dans les festivals et autres manifestations, un système de consigne de gobelets s'est développé depuis le début des années 2000 en France et en Europe.
Des expérimentations, comme les projets « Jean Bouteille », Boréal ou « Ma bouteille s'appelle Reviens » en Drôme-Ardèche, sont soutenues par le Réseau consigne et encouragées par la Loi Transition énergétique dans le cadre de son chapitre sur l'économie circulaire (article L541-1 du code de l'environnement).
La généralisation de la consigne du verre fait partie du projet de « loi Climat », présenté en février 2021 en Conseil des ministres et inspiré par les travaux de la Convention citoyenne pour le climat. Intégrée à l'article 12, elle s'appliquerait à partir de 2025 et imposerait aux producteurs de bouteilles, pots, bocaux et flacons en verre d'organiser leur récupération et leur réemploi. La Fédération française des spiritueux s'y oppose, au motif que les entreprises concernées sont de petite taille et non équipées,.

##### Recréer un réseau de consigne en France
La réussite de la réintégration de la consigne des bouteilles en verre dépend en grande partie de la volonté des consommateurs à participer activement à ce processus. Convaincre les consommateurs nécessite une approche bien pensée, axée sur l'éducation, la transparence et les avantages tangibles. Mise en place de campagnes percutantes sur les avantages environnementaux de la consigne, en chiffrant notamment la différence faite avec le recyclage, et utilisation de supports visuels et des réseaux sociaux pour expliquer clairement la contribution à la réduction des déchets.
La communication des bénéfices individuels, tels que les incitations financières et les réductions, ainsi que des avantages collectifs tels que la préservation de l'environnement et la création d'emplois locaux, est cruciale. Il est également important d'assurer la transparence sur le processus de consigne, du tri à la réintégration dans la production, en communiquant des informations claires et en développant des labels spécifiques indiquant une chaîne logistique consignée.
Des partenariats avec les distributeurs, visant à créer des espaces de collecte pratiques et signalés, ainsi que l'implication des distributeurs dans la promotion de la consigne via des initiatives et des promotions spéciales, sont recommandés. Le feedback des consommateurs doit être écouté, permettant d'ajuster le système en conséquence, et les consommateurs doivent être encouragés à participer à des événements, des concours ou des programmes incitatifs.
La mise en place opérationnelle nécessite une coordination étroite des acteurs de la chaîne logistique pour établir des points de collecte clairement identifiés. Il est également crucial d'instaurer des systèmes de suivi et de gestion des retours, en utilisant des techniques comme la RFID pour améliorer l'efficacité. En intégrant des ajustements pratiques tels que la modification des processus de production et la création d'espaces dédiés, ainsi qu'en construisant une collaboration étroite entre les acteurs de la chaîne logistique, la mise en place opérationnelle des points de collecte et des systèmes de suivi peut être optimisée.
En somme, convaincre les consommateurs de participer à la consigne des bouteilles en verre nécessite une approche intégrée, mettant en lumière les avantages individuels et collectifs tout en assurant une communication transparente et continue. Les consommateurs doivent être persuadés que leur contribution a un impact positif significatif, tant sur l'environnement que sur leur propre expérience de consommation.

##### Recyclage
Concernant le recyclage, des enseignes de la grande distribution ont initié des programmes de consigne pour les bouteilles en plastique afin de favoriser la collecte du plastique PET. Les clients sont alors invités à revenir au supermarché avec leurs bouteilles vides et se voient remettre un bon d'achat d'un centime par bouteille. Un partenariat a par exemple été noué entre Auchan et Roxane depuis 2015, qui embouteille l'eau de la marque Cristaline, utilisant jusqu'à 25 % de PET recyclé.
La feuille de route pour une économie circulaire, présentée le 23 avril 2018 par le Premier ministre Édouard Philippe, introduit le concept de « consigne solidaire », qui doit permettre aux acheteurs de bouteilles en plastiques et cannettes de soutenir une cause lorsqu'ils rendent leurs emballages vides, sans rétribution du consommateur lui-même. Cette feuille de route ne fait pas mention de la consigne des bouteilles en verre et écarte le réemploi des contenants, au profit du seul recyclage,.

#### Islande
Une consigne est en place depuis 1989. Elle concerne les emballages de boissons prêtes à être consommées en plastique, verre et aluminium, sauf le lait, les laitages et les extraits de jus.

#### Pays-Bas
Les bouteilles en plastique de boissons non alcoolisées de plus d'un litre sont consignées (0,25 € en 2023),.
Une consigne sur les petites bouteilles en plastique (0,15 €) en 2023 a été adoptée en juillet 2021. Une consigne sur les canettes (0,15 € en 2023) est adoptée le 1er avril 2023,.

#### Suède
Les canettes sont consignées depuis 1984 et les bouteilles en plastique depuis 1994.

### Turquie
Une consigne est prévue pour 2023.

## Critiques
En Allemagne, les critiques se concentrent sur le traitement des canettes et des bouteilles réutilisables (en verre ou en plastique spécial) puisqu'il est imposé, par la loi de 2003 sus-citée, de ramener celles-ci dans le lieu d'achat, ce qui rend la consigne compliquée dans les lieux de transit comme les gares. Par ailleurs, pour certaines boissons, comme celles non-gazeuses et les mélanges avec de l'alcool, la consigne n'est pas accessible,. Cette loi a donc eu le contraire de l'effet escompté, en augmentant l'usage des bouteilles à usage unique, passant de 40 % des boissons en 2003 à 71 % en 2018 et le taux de bouteilles réutilisables passant de 58 % à 24 % du marché. De plus, l'Union européenne empêche l'interdiction des bouteilles à usage unique[Comment ?].
Le problème d'un système de consigne en vue du recyclage (généralement effectué dans des pays en voie de développement avec de faibles normes sanitaires) plutôt que du réemploi (sur place et sans altération du contenant) est l'accaparement des produits ayant le plus de valeur au détriment des collectivités, qui sont garantes du service public de gestion des déchets, et n'est en définitive qu'un système de tri plus poussé (pour passer de 60 % à presque la totalité) qui introduit des acteurs cherchant à faire du profit sur une toute petite partie du gisement. Les collectivités se voient alors privées des déchets les plus rémunérateurs.
Outre les dépenses nécessaires à la mise en place d’un système de consigne, celle-ci implique pour les producteurs de renoncer à des bouteilles différentes (et donc à une différenciation marketing) et d’harmoniser davantage le marché.